# جوش سينجر
جوش سينجر (بالإنجليزية: Josh Singer) (و. 1972 – م) هو كاتب سيناريو، من الولايات المتحدة الأمريكية، ولد في فيلادلفيا، بنسيلفانيا.

## التعليم
تعلم في جامعة ييل، وكلية هارفارد للحقوق.

## جوائز وترشيحات
حصل على جوائز منها:
- جائزة الأوسكار لأفضل كتابة "سيناريو أصلي"، عن عمل: سبوت لايت.

ترشح لـ:
- جائزة الأوسكار لأفضل كتابة "سيناريو أصلي"، عن عمل: سبوت لايت.

## وصلات خارجية
- جوش سينجر على موقع IMDb (الإنجليزية)
- جوش سينجر على موقع ألو سيني (الفرنسية)
- جوش سينجر على موقع أول موفي (الإنجليزية)
- جوش سينجر على موقع قاعدة بيانات الأفلام السويدية (السويدية)
- جوش سينجر على موقع قاعدة بيانات الفيلم (الإنجليزية)
- جوش سينجر على موقع كينوبويسك (الروسية)